# Cloverfield
『Cloverfield』（クローバーフィールド）は、藤井フミヤ12枚目のオリジナル・アルバム。2004年5月19日、ソニー・ミュージックアソシエイテッドレコーズから発売された。

## 概要
前作『LADY SISTER BABY』から7か月ぶりとなる8曲入アルバム。3作連続で屋敷豪太が全編曲。
初回生産盤のみレーベルゲートCD2で発売、翌年CD-DAで再発売。
初回生産盤には「2004 JAILHOUSE PARTY（日程：6月19日から9月26日）」チケット先行予約案内・ジャケットステッカーが封入。

## 収録曲
| 全編曲: 屋敷豪太。 |                                       |            |                      |       |
| #                  | タイトル                              | 作詞       | 作曲                 | 時間  |
| 1.                 | 「love & drive」                      | 水政創史郎 | 藤井フミヤ・屋敷豪太 | 4:59  |
| 2.                 | 「記憶（Cloverfield Version）」       | 藤井フミヤ | 藤井フミヤ・屋敷豪太 | 5:51  |
| 3.                 | 「Thrill up（Venice Beach Version）」 | 小竹正人   | 藤井フミヤ・屋敷豪太 | 3:40  |
| 4.                 | 「Tiffany's Dinner」                  | 売野雅勇   | 藤井フミヤ・屋敷豪太 | 2:45  |
| 5.                 | 「NO FAKE」                           | 森雪之丞   | 藤井フミヤ・屋敷豪太 | 4:33  |
| 6.                 | 「Close」                             | 藤井フミヤ | 藤井フミヤ・屋敷豪太 | 5:06  |
| 7.                 | 「Precious days」                     | 森雪之丞   | 藤井フミヤ・屋敷豪太 | 5:17  |
| 8.                 | 「記憶」                              | 藤井フミヤ | 藤井フミヤ・屋敷豪太 | 4:56  |
| 合計時間:          | 合計時間:                             | 合計時間:  | 合計時間:            | 37:07 |

### 楽曲解説
1. love & drive
2. 記憶（Cloverfield Version)
3. Thrill up (Venice Beach Version)
  - あいおい損保CFソング
4. Tiffany's Dinner
5. NO FAKE
6. Close
7. Precious days
8. 記憶